# Mir Jafar

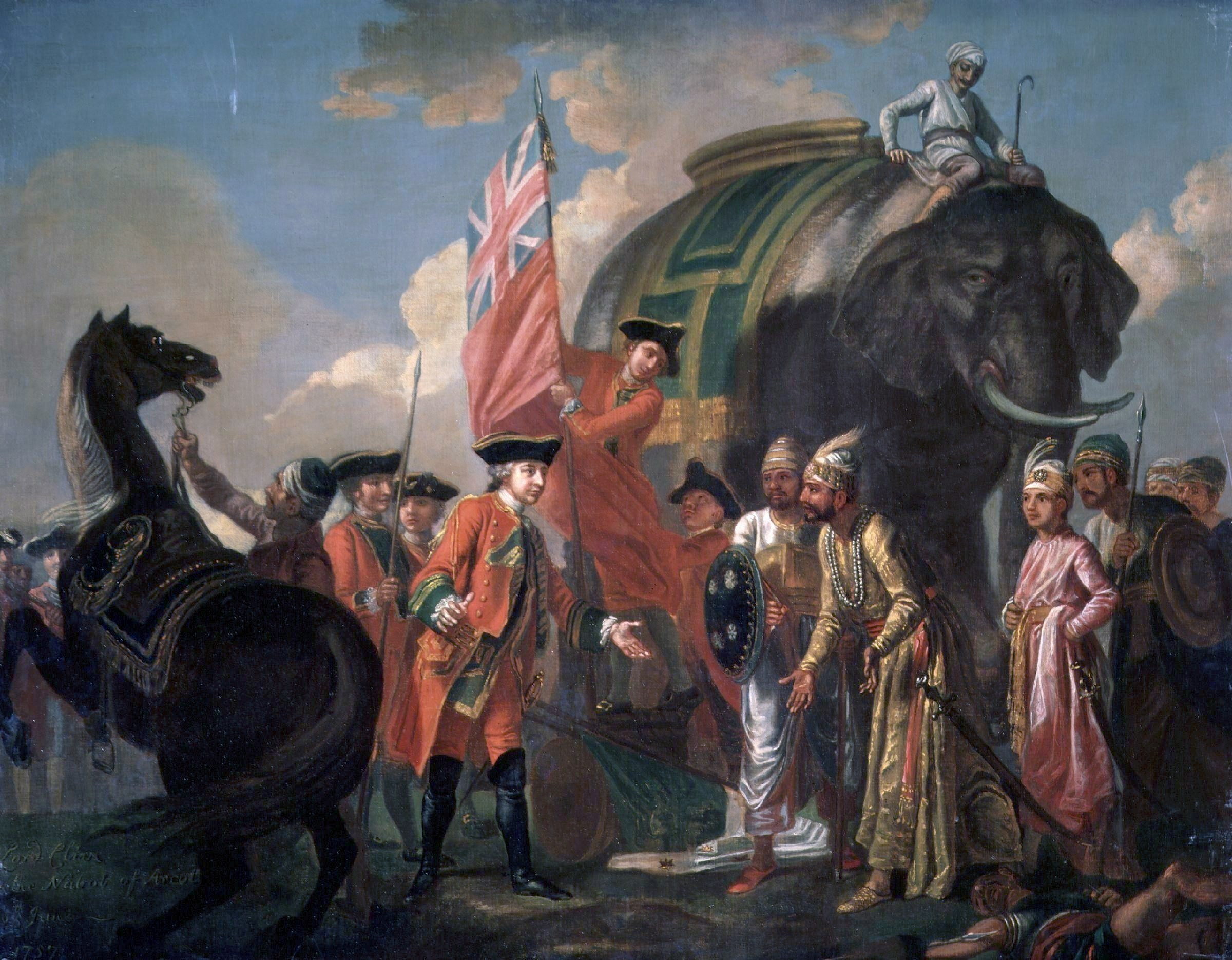
Robert Clive amb Mir Jafar després de Plassey, per Francis Hayman

Sayyid Mir Muhammed Jafar Ali Khan, títol formal Shuja al-Mulk, Hashim al-Dawla, Nawab Ja'afar Ali Khan Bahadur, Mahabat Jang (1691-5 de febrer de 1765), conegut com a Mir Jafar (o Mir Djafar) i com a Gaddar-e-Hind, fou nabab de Bengala, Bihar i Orissa.
Era segon fill de Sayyid Ahmad al-Nadjafi i va succeir a Siradj al-Dawla com el octau nabab de Bengala i el primer de la dinastia Nadjàfida.
D'ascendencia àrab i aventurer es va casar amb una germanastre de Aliwerdi Khan Mahabat (Mirza Muhammad Ali) de nom Shah Kanin, i va servir al seu cunyat quan aquest va arribar a mensab (nabab) de Bengala (1740) després de derrotar a Safraz Khan, fill i successor de Shudja al-Din, el subardar (governador) mogol de Bengala. El 1742 va obtenir una victòria militar al riu Bagirthi contra el cap maratha Bhaskar Pandit. Llavors fou nomenat naib nazim de Cuttack i fawdjadar de Medinpur i Hidji conservant el càrrec de pagador de l'exèrcit (bakhshi) que ostentava des del 1740. El 1747 fou encarregat de lluitar contra els marathes però va participar en una conspiració amb Ataullah, fawdjadar de Rajmahal i va abandonar al camp i va perdre tots els seus càrrecs, però fou restablert a l'any següent. El 1751 va derrotar Mir Habid i als seus aliats marathes.
Quan Aliwerdi fou succeït pel seu net Siradj al-Dawla (1756). L'hindú Diwan Mohanlal fou nomenat per dirigir el diwan, cosa que va molestar als nobles musulmans i especialment a Mir Jafar, i aquest fou destituït dels seus càrrecs per constituir un perill per nou mensab. Va conspirar amb Shawkat Djang, nabab de Purnia, al que va demanar atacar al mensab i li va oferir suport. El 1757 va fer un acord secret amb Lord Robert Clive, per mitjà de Williams Watt, cap de la factoria britànica de Kasimbazar, per enderrocar a Siradj al-Dawla (1 de maig de 1757) a canvi de ser proclamat nabab.
Siradj al-Dawla havia perdut molts suports i especialment dels banquers Djagat Seths als que amenaçava de circumcidar. Mir Djafar va comunicar a Clive la debilitat del sobirà i el britànic va decidir avançar ràpidament; Clive va obtenir el jurament de fidelitat de Mir Jafar (5 de juny) i amb reforços rebuts de Madras va derrotar a Siradj al-Dawla que va haver de signar el tractat d'Alinagar i retirar-se a la capital Murshidabad. Mort en combat el comandant de l'artilleria bengalí Mir Madan, el mensab va cridar a Mir Jafar que va acceptar donar-li suport però en realitat seguia lleial als britànics; la batalla final es va lliurar a Plassey el 23 de juny de 1757, i mercès a la retirada del camp de Mir Jafar, els britànics van aconseguir la victòria.
Després de la batalla Mir Jafar es va presentar a Murshidabad on fou proclamat nabab per Clive. Siradj al-Dawla fou capturat pocs dies després i portat a Murshidabad, i Mir Jafar el va fer executar tot i que el seu rival li va demanar clemència.
Aviat es va adonar que no podria complir amb els compromisos financers que havia pactat (3.388.000 lliures) i va buscar el suport dels holandesos, però aquestos foren derrotats pels britànics a Chinsurah (1760), i Mir Jafar fou forçat a abdicar en el seu gendre Mir Kasim. Aquest es va mostrar independent dels britànics i el 1763 els va declarar la guerra, però fou derrotat i deposat. Mir Jafar fou proclamat altre cop nabab pels britànics, càrrec que va conservar fins a la seva mort el 1765. Als darrers anys va patir la lepra; era a més a més un addicte a l'opi, l'haixix i els plaers sexuals.
Un dels seus descendents, Iskandar Mirza, fou el darrer governador general i primer president del Pakistan
| Precedit per: Siradj al-Dawla (1757) i Kasim Khan (1763) | Nababs de Bengala | Succeït per: Kasim Khan (1760) i Najim al-Din Ali Khan (1765) |